# ワカが選ぶみんなのステージ101
『ワカが選ぶみんなのステージ101』は、NHK総合テレビジョンの音楽番組『ステージ101』のレギュラー・グループだったヤング101の編集CDである。

## 解説
本作はヤング101の結成時にザ・バロンのメンバーとして加入して番組終了まで在籍したワカこと若子内悦郎によって編集された。
『NHKみんなのうた』で放送された「さあ　みんなで」はサカモト児童合唱団との共演で、若子内は全く覚えていなかったが新発見ということで本作に加えた。残りの17曲は、ヤング101もしくはステージ101名義のオリジナル・アルバムとメンバーのソロ・アルバムから選ばれた。

## 収録曲
『作詞』の括弧内は日本語詞の作者名を示す。
| #   | タイトル                                       | 作詞                                      | 作曲                          | 編曲       | 歌・出典                                                                 |
| --- | ---------------------------------------------- | ----------------------------------------- | ----------------------------- | ---------- | ------------------------------------------------------------------------ |
| 1.  | 「母と子の絆 Mother And Child Reunion」        | Paul Simon（増永直子）                    | Paul Simon                    | 東海林修   | - 若子内悦郎、井口典子＆ヤング101 - アルバム『怪獣のバラード』           |
| 2.  | 「ブラック・アンド・ホワイト Black And White」 | David I. Arkin, Earl Robinson（増永直子） | David I. Arkin, Earl Robinson | 東海林修   | - ヤング101 - アルバム『愛の限界』                                       |
| 3.  | 「めざめ」                                     | 片桐和子                                  | 佐和田容堂                    | 山屋清     | - 串田アキラ - アルバム『ステージ101』                                   |
| 4.  | 「涙のしのび逢い」                             | なかにし礼                                | 鈴木邦彦                      | 山屋清     | - 牧ミユキ＆ヤング101 - アルバム『ステージ101』                          |
| 5.  | 「気になるわ」                                 | 岩谷時子                                  | いずみたく                    | 山屋清     | - 一城みゆ希＆ヤング101 - アルバム『ステージ101』                        |
| 6.  | 「風はなにいろ」                               | 並木六郎                                  | 三木たかし                    | 山屋清     | - 若子内悦郎＆ヤング101 - アルバム『ステージ101』                        |
| 7.  | 「愛ある世界」                                 | 山上路夫                                  | 和田昭治                      | 和田昭治   | - 河内広明＆ヤング101 - アルバム『ニュー・フォークの世界』               |
| 8.  | 「今なら間に合うだろうか」                     | 山川啓介                                  | 和田昭治                      | 和田昭治   | - 石岡ひろし＆ヤング101 - アルバム『若い旅』                             |
| 9.  | 「人生，すばらしきドラマ」                     | 山川啓介                                  | 和田昭治                      | 和田昭治   | - 黒沢裕一 - アルバム『黒沢裕一・ファースト』（黒沢裕一）                |
| 10. | 「メアリーの子羊 Mary Had A Little Lamb」      | Paul McCartney, Linda McCartney           | Paul McCartney, L. McCartney  | 東海林修   | - 伊藤三礼子、豊田礼子、藤島新＆若子内悦郎 - アルバム『愛の限界』        |
| 11. | 「雨あがりの鎮守さま」                         | 岡田冨美子                                | 東海林修                      | 東海林修   | - 西玲子 - アルバム『西玲子ファースト・アルバム』（西玲子）              |
| 12. | 「青春の光と影 Both Sides, Now」               | Joni Mitchel（片桐和子）                  | J. Mitchel                    |            | - 井口典子＆ヤング101 - アルバム『赤い屋根の家』                         |
| 13. | 「明日に架ける橋 Bridge Over Troubled Water」  | Paul Simon（片桐和子）                    | Paul Simon                    | 東海林修   | - 藤島新 - アルバム『怪獣のバラード』                                    |
| 14. | 「アローン・アゲイン Alone Again」             | Gilbert O'Sullivan                        | Gilbert O'Sullivan            | 東海林修   | - ワカとヒロ - アルバム『愛の限界』                                      |
| 15. | 「ブルースのメニュー」                         | B. Bauer                                  | B. Bauer                      | 樋口康雄   | - ヤング101 - アルバム『スタジオ・ライヴ!』収録                          |
| 16. | 「ミスター・ロンリー Mr. LONELY」              | Bobby Vinton, Gene Allan                  | G. Allan, B. Vinton           | 東海林修   | - ヤング101 - アルバム『愛の限界』                                       |
| 17. | 「透明人間」                                   | クニ河内                                  | クニ河内                      | 若子内悦郎 | - 宗台春男、若子内悦郎、西玲子、藤島新＆ヤング101 - アルバム『愛の限界」 |
| 18. | 「さあ みんなで All Together Now」             | John Lennon, Paul McCartney（片岡輝）     | John Lennon, Paul McCartney   | 越部信義   | - ヤング101＆サカモト児童合唱団 - 『NHKみんなのうた』より                |